# Skoggömmaregården
Skoggömmaregården är en bebyggelse nordost om Ödåkra i Fleninge socken i Helsingborgs kommun. Från 2015 avgränsar SCB här en småort.